# Sallanches
Sallanches è un comune francese di 16 247 abitanti situato nel dipartimento dell'Alta Savoia della regione dell'Alvernia-Rodano-Alpi.
Si trova lungo il corso del fiume Arve nella valle omonima.

## Società

### Evoluzione demografica
Abitanti censiti